# 김진민 (영화 감독)
김진민(1970 ~ )은 대한민국의 영화 감독이다.
1995년 영화 내 안에 부는 바람을 맡으면서 영화 연출을 시작했고, 정식 감독 데뷔작은 2004년 작인 안녕! 유에프오이다.

## 학력
- 동의대학교 정치외교학 학사

## 참여작품

### 연출
- 안녕! 유에프오 (2004)
- 완전 소중한 사랑 (2013)

### 조연출
- 쓰리 (2002)

### 조감독
- 세기말 (1999) - 제 2 조감독 -
- 눈물 (2000)
- 쓰리:메모리즈 (2001)

### 연출부
- 내 안에 부는 바람 (1995)
- 성철 (1997)

### 메이킹
- 휴머니스트 (2001)

### 조연
- 눈물 (2000)

### 단역
- 세기말 (1999)
- 바람난 가족 (2003)
- 그때 그사람들 (2005) - 삼청동 장교 역